# Baños de Molgas
Baños de Molgas ist eine spanische Gemeinde (Concello) mit 1.504 Einwohnern (Stand: 2024) in der Provinz Ourense der Autonomen Gemeinschaft Galicien.

## Geografie
Baños de Molgas liegt zentral in der Provinz Ourense ca. 20 Kilometer südöstlich der Provinzhauptstadt Ourense.
Umgeben wird Baños de Molgas von den vier Nachbargemeinden:
| Paderne de Allariz |                                             | Maceda          |
|                    | Kompassrose, die auf Nachbargemeinden zeigt |                 |
| Xunqueira de Ambía |                                             | Vilar de Barrio |

Der Río Arnoia durchquert das Gemeindegebiet in Nordost-Südwest-Richtung. Tioira und Sor sind seine Hauptzuflüsse und münden in Baños de Molgas in den Arnoia. Weitere kleinere Nebenflüsse sind der Regueiro da Bouzagueira und der Regueiro de Ambiela, der in Ponte Ambía in den Arnoia mündet.
Das Oberflächenrelief ist bis auf die Flusstäler durchweg hügelig mit Höhen meist zwischen 500 m und 700 m. Eine Ausnahme bildet der Monte da Farria mit 833 m im Südwesten des Gemeindegebiets.

## Bevölkerungsentwicklung der Gemeinde
Quelle: INE-Archiv – grafische Aufarbeitung für Wikipedia
Nach einem Anwachsen der Gemeindegröße auf über 6000 Einwohner um 1940 sank die Zahl der Bevölkerung in der Folgezeit stetig bis unter 1500.
| Männer | Alterstufe | Frauen |
| ------ | ---------- | ------ |
| 0      | 100+       | 1      |
| 2      | 95–99      | 7      |
| 11     | 90–94      | 40     |
| 38     | 85–89      | 52     |
| 53     | 80–84      | 73     |
| 73     | 75–79      | 76     |
| 67     | 70–74      | 67     |
| 51     | 65–69      | 64     |
| 55     | 60–64      | 56     |
| 76     | 55–59      | 48     |
| 66     | 50–54      | 56     |
| 51     | 45–49      | 26     |
| 49     | 40–44      | 40     |
| 39     | 35–39      | 23     |
| 21     | 30–34      | 22     |
| 26     | 25–29      | 24     |
| 21     | 20–24      | 23     |
| 13     | 15–19      | 12     |
| 10     | 10–14      | 15     |
| 12     | 5–9        | 6      |
| 9      | 0–4        | 9      |

Am 1. Januar 2021 waren ca. 49 % der Bevölkerung (rund 55 % der Männer, rund 43 % der Frauen) im erwerbsfähigen Alter (20–64), während dieser Wert für ganz Spanien ca. 61 % betrug.
Eine erhebliche und fortschreitende Überalterung der Bevölkerung der Gemeinde zeigt folgende Tabelle, bei der das Verhältnis von Gruppen von älteren Personen mit Gruppen von Personen der jüngeren Generation verglichen wird:
| Alter | Anzahl Personen | Alter | Anzahl Personen | Provinz | Galicien | Spanien |
| ----- | --------------- | ----- | --------------- | ------- | -------- | ------- |
| 60–64 | 100             | 20–24 | 40              | 51      | 58       | 79      |
| 55–59 | 100             | 15–19 | 20              | 49      | 57       | 71      |
| 50–54 | 100             | 10–14 | 20              | 50      | 56       | 68      |

## Gemeindegliederung
Die Gemeinde Amoeiro ist in 13 Parroquias gegliedert:
| Parroquias      | Patrozinium  | Einwohner 2024 | Fläche km² | Dichte Einw./km² | Höhe msnm | Ortskennzahl |
| --------------- | ------------ | -------------- | ---------- | ---------------- | --------- | ------------ |
| Almoite         | Santa María  | 126            | 2,35       | 54               | 597       | 32007010000  |
| Ambía           | Santo Estevo | 99             | 6,83       | 14               | 511       | 32007020000  |
| Baños de Molgas | San Salvador | 452            | 10,22      | 44               | 511       | 32007030000  |
| Betán           | San Martiño  | 149            | 9,19       | 16               | 605       | 32007040000  |
| Cantoña         | San Mamede   | 6              | 0,76       | 8                | 0         | 32007050000  |
| Coucieiro       | San Vicente  | 11             | 0,62       | 18               | 0         | 32007060000  |
| Guamil          | Santa María  | 31             | 2,44       | 13               | 652       | 32007070000  |
| Lama Má         | San Cibrao   | 113            | 9,05       | 12               | 610       | 32007080000  |
| Poedo           | Santa María  | 50             | 2,65       | 19               | 706       | 32007090000  |
| Ponte Ambía     | Santa María  | 69             | 3,26       | 21               | 469       | 32007110000  |
| Presqueira      | San Martiño  | 82             | 3,94       | 21               | 631       | 32007100000  |
| Ribeira         | San Pedro    | 42             | 1,21       | 35               | 0         | 32007120000  |
| Vide            | San Xoán     | 305            | 15,12      | 20               | 561       | 32007130000  |

Der Sitz der Gemeinde befindet sich in Baños de Molgas in der gleichnamigen Parroquia.

Logo des Jakobswegs

## Jakobsweg
Auf einem kurzen Abschnitt am westlichen Ende von Baños de Molgas führt der Jakobsweg mit der Variante des Camino Mozárabe auf der Etappe von Vilar de Barrio nach Ourense.

## Geschichte
Die „Via Nova“ war eine römische Straße, die die Städte Bracara Augusta (Braga) und Asturica Augusta (Astorga) auf etwa 210 römischen Meilen (etwa 330 Kilometer) verband. In Antoninus’ Route erhielt sie den Namen Via XVIII.
Der Weg würde die heutige Provinz Ourense durchqueren und einer Diagonale von Südwesten nach Nordosten folgen. Sie ist eine der galicischen Straßen, deren Layout am bekanntesten ist. Sie wurde im ersten Jahrhundert n. Chr. von Titus Flavius Vespasian erbaut und in der Zeit von Maximinus Thrax und seinem Sohn Maximus Caesar restauriert. Ihr Verlauf spiegelt sich im Detail in der Reiseroute von Antoninus wider. Eine der Villen (Rast- und Übernachtungsstellen), die in dieser Reiseroute erscheinen, befand sich im heutigen Sandiás. Der Verlauf wurde mit Hilfe von Millaria oder Gruppierungen von Millaria markiert. Diese Route bewahrt die größte Anzahl von Millaria in ganz Europa. Eine der Etappen oder Villen des Postdienstes (Cursus publicus) aus Braga, die in der Antoninischen Route erwähnt wird, ist Salientibus, das heutige Baños de Molgas.

## Sehenswürdigkeiten
- Kirche Nuestra Señora de Los Milagros, Parroquia Vide

Sie befindet sich auf 605 m Höhe am Fuße der Sierra de San Mamede. Der heutige Bau wurde zwischen 1731 und 1768 errichtet. Frühere Bauabschnitte entstanden im 9. und im 15. Jahrhundert.
Das Sanktuarium ist im barock-klassizistischen Stil gehalten und ist von einer Mauer umgeben, an der sich vier Zugänge zum Innenbereich öffnen. Die Fassade ist ein riesiges Steinaltarbild, das wie eine Vorschau für das Westportal (Fachada del Obradoiro) der Kathedrale von Santiago de Compostela wirkt, mit Balkon und Altar, der für Massenfeiern vorgesehen war.
Außerhalb der Einfriedung gibt es sieben Kapellen, die der gleich weit voneinander entfernt sind und einen Kreuzweg bilden. Auf der Rückseite befindet sich A Carballa dos Milagres, neben der Fonte da Virxe, wo sich vermutlich die erste Einsiedelei befand, die Maria im neunten Jahrhundert gewidmet war. Überreste der Laterne der früheren Kirche, ebenfalls barock, aus dem 17 aus dem 16. Jahrhundert, renoviert und verziert im 18. und 19. Jahrhundert, sind in der Einfriedung zu finden. Seit dem 19. Jahrhundert wird die Wallfahrtskirche von Lazaristen betrieben. In ganz Galicien, Nordportugal und im Allgemeinen im Nordwesten der Halbinsel wird die Novene zur Jungfrau von Ende August bis zum 8. September gefeiert.
Seit 1982 ist das Sanktuarium als Bien de Interés Cultural (galicisch Ben de Interese Cultural) eingetragen.

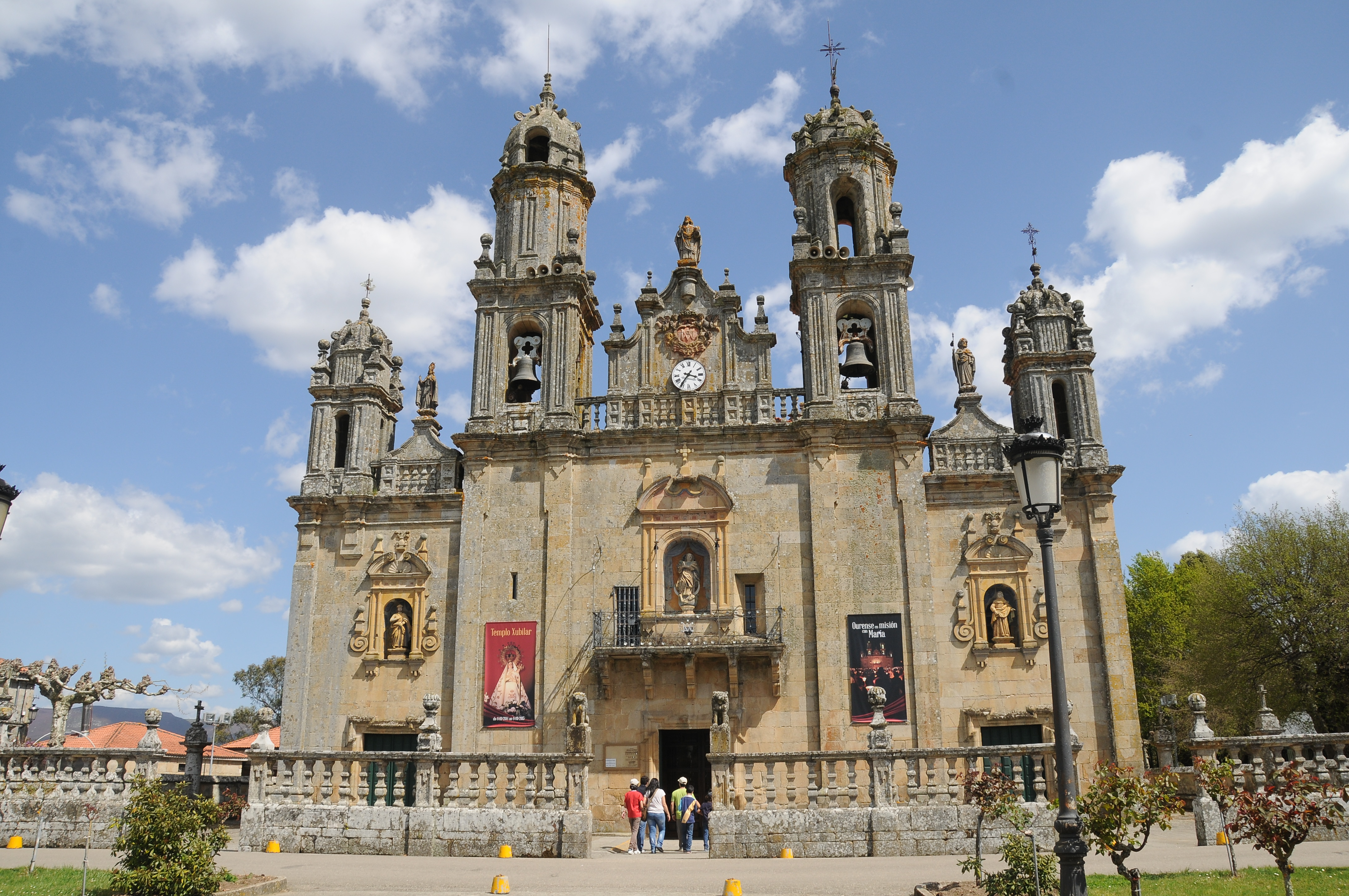
Hauptfassade Weitere Bilder
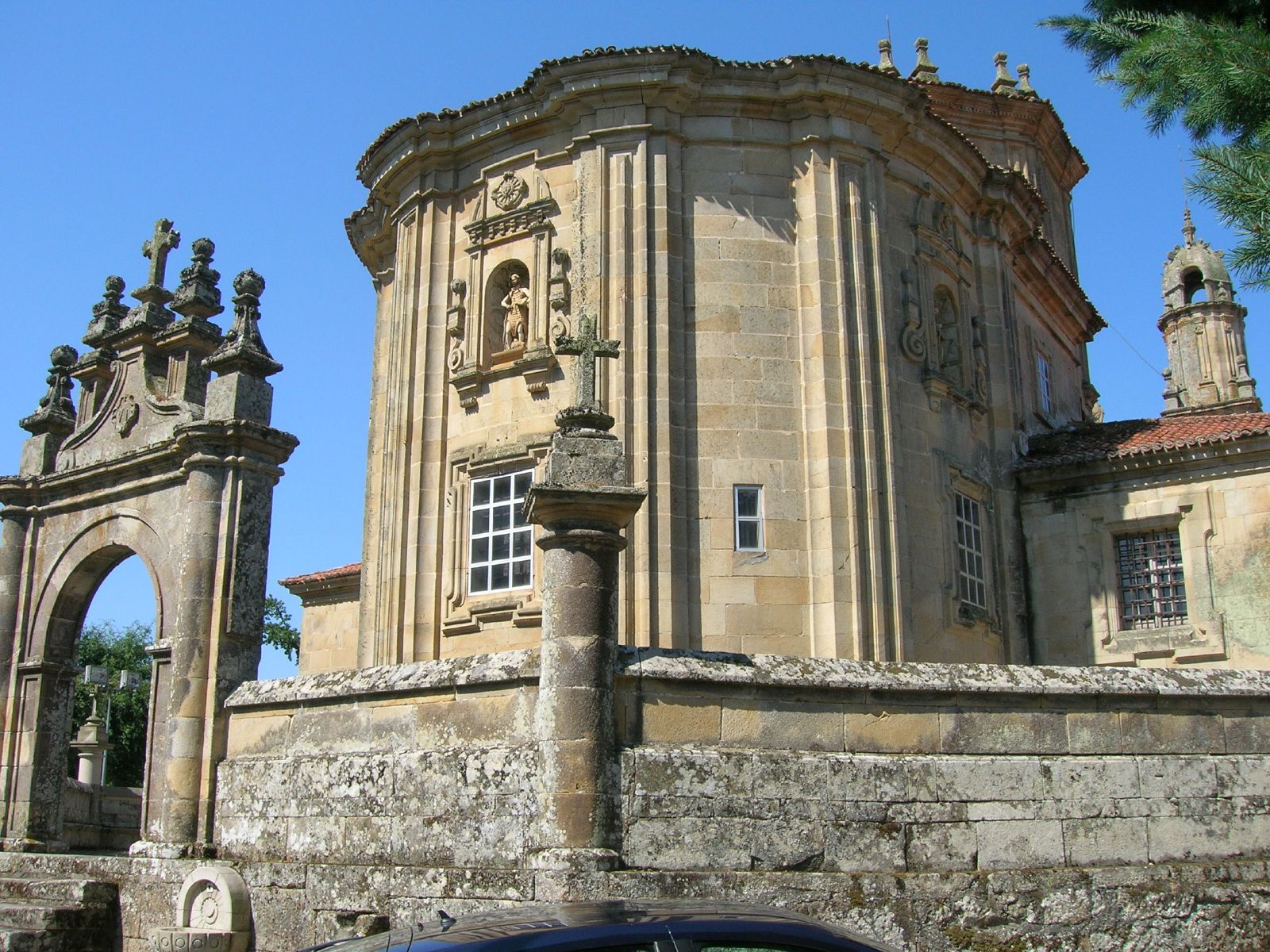
Apsis
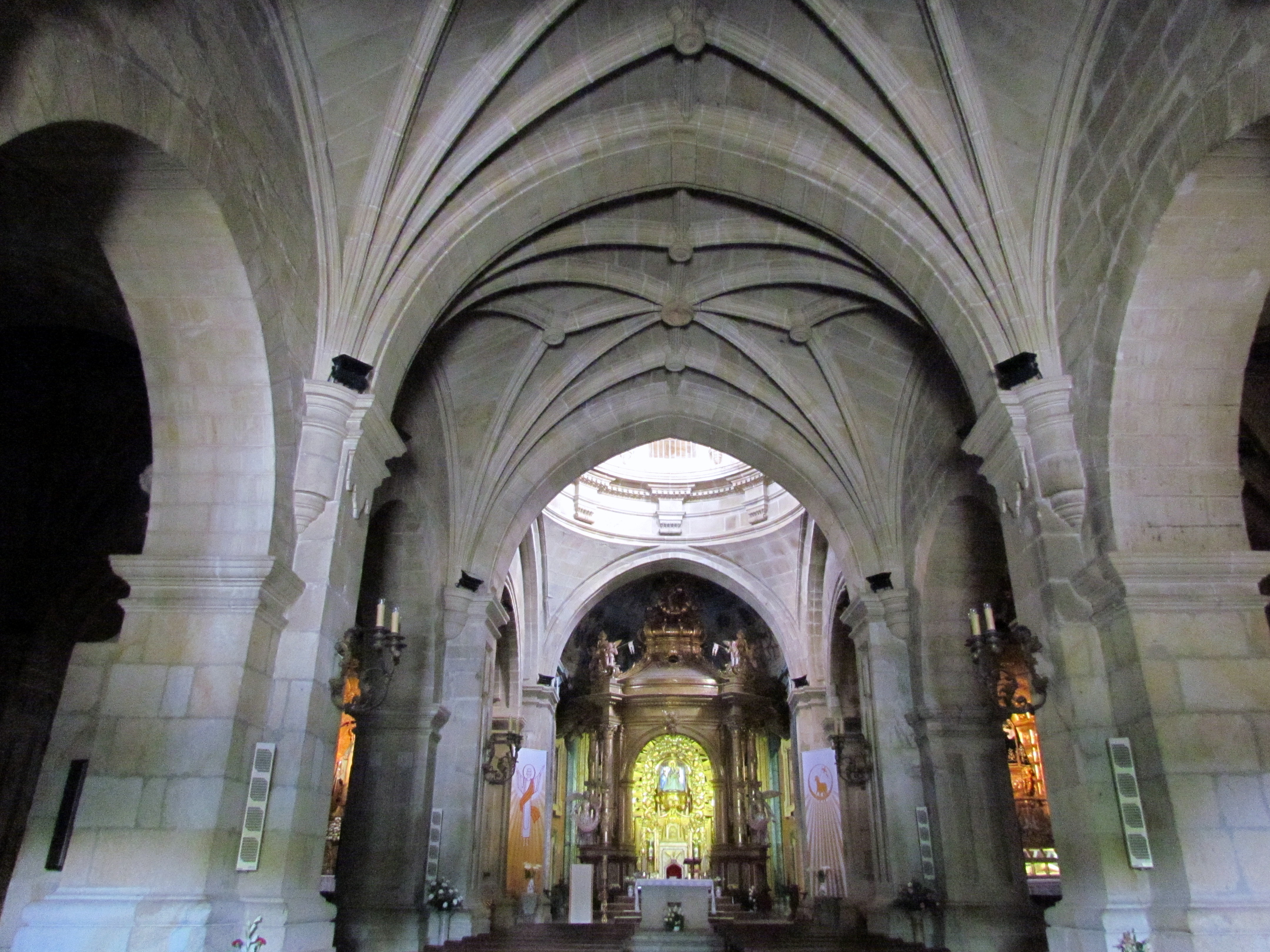
Blick auf den Hauptaltar
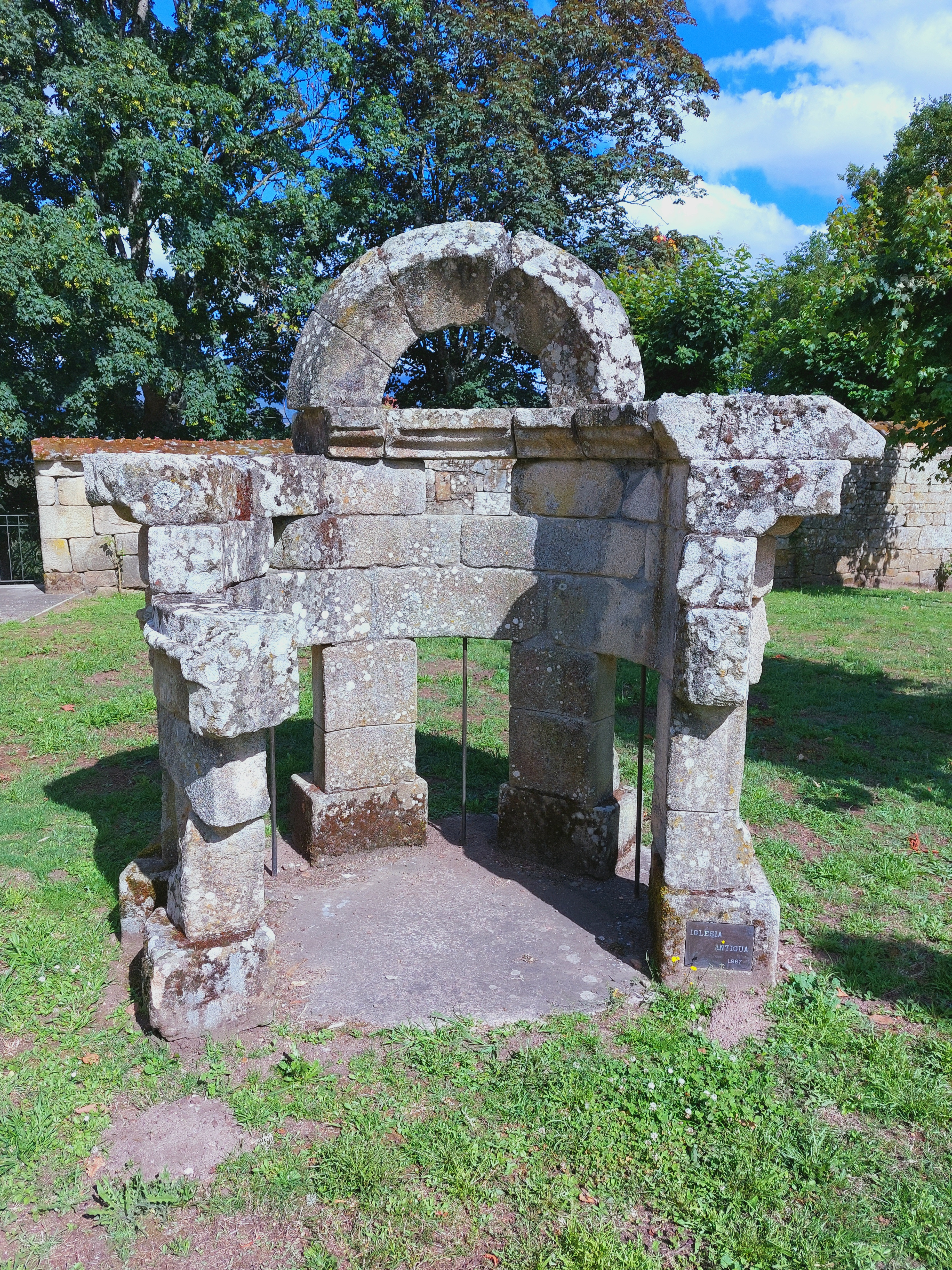
Überbleibsel der früheren Kirche

- Kirche und Kreuz von Almoite

Ihre Datierung ist unbestimmt. Sie zeigt eine barocke Ästhetik, enthält Elemente aus dem Mittelalter und späteren Epochen.
- Mámoas do Burato do Haber, Parroquia Lama Má

Ihre Datierung ist unbestimmt. Es handelt sich um zwei Mámoas mit einem Durchmesser von etwa 20 bis 25 Metern und 70 Meter voneinander entfernt.
- Petroglyphen von Insuiña, Parroquia Baños de Molgas

Sie stammen aus der Bronzezeit (zweites Jahrtausend v. Chr.). In der Ebene der Insuiña oder Ansuiña befinden sich drei Petroglyphen, von der eine hundert Meter von den anderen beiden entfernt ist. Petroglyphe 1 hat eine Stachel- oder Pflanzenform, mit Stamm und Zweigen, die in Schalen enden, die Petroglyphen 2 und 3 bestehen aus einer Reihe von Schalen, ohne deren Bedeutung zu kennen, deren Formen aber in dieser Gemeinde sehr verbreitet sind.
- Petroglyphen von Monte Lampaza, Parroquia Ambía

Zwei Petroglyphen aus der Bronzezeit (zweites Jahrtausend v. Chr.). „Lampaza III“ hat mehrere Schalen, die auf einem Stein von rechteckiger Form und nicht sehr hoch verteilt sind, „Lampaza IV“ ist eine Einheit aus mehreren Schalen auf einem Stein von abgerundeter Form und halb versteckt zwischen der Vegetation.
- Petroglyphen und Mámoas von Monte Cubreiro, Parroquia Betán
  - Petroglyphen, megalithisches Denkmal der Bronzezeit (zweites Jahrtausend v. Chr.). In verschiedenen Bereichen des Monte Cubreiro (708 m) gibt es bis zu vier Petroglyphen mit Zeichen, wahrscheinlich aus verschiedenen Zeiten und Absichten  mit Schalen und unregelmäßigen geometrische Formen.
  - Mámoas, megalithisches Denkmal der Jungsteinzeit (viertes und drittes Jahrtausend v. Chr.). In dem Gebiet namens A Seara befinden sich bis zu zehn Mamoas mit einer ungefähren Nord-Süd-Ausrichtung.

- La Burga de Molgas, Parroquia Baños de Molgas

Die Burga de Baños de Molgas ist eine heiße Quelle. Die Römer waren die ersten, die Bäder bauten, um sich auszuruhen und ihr Wasser zu genießen, und sie nannten sie „Ad aquas salients“ (deutsch springende Wasser).
Das Wasser hat eine Temperatur zwischen 28º C und 49º C und seine Verwendung ist besonders angezeigt für die Behandlung von Rheuma, Arthritis und Gicht. Der jetzige Brunnen wurde 1896 aus Granitmauerwerk erbaut. Er hat eine dreieckige Wand in Form eines Giebels, in dem sich der Ausguss auf niedriger Höhe befindet und sein Wasser in ein quadratisches Becken ergießt. Neben dem Brunnen gibt es zwei Steinbecken, die durch eine Abdeckung mit Metallstruktur und Glasdach geschützt sind, um das Wasser bei jedem Wetter aufnehmen zu können und weil das erste der Becken als öffentliche Wäsche dient.

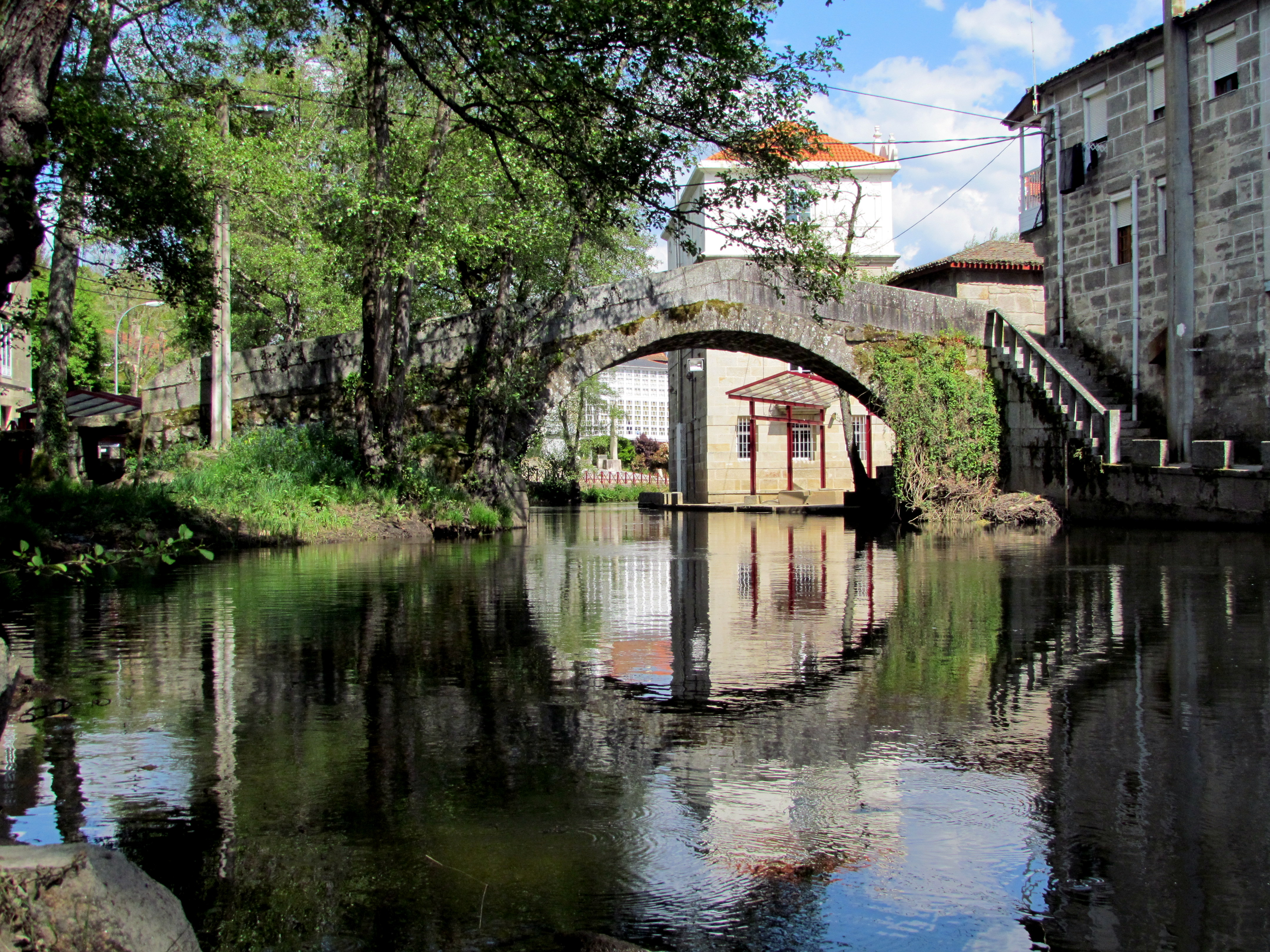
Blick auf die Ponte Vella (Alte Brücke)

- Ponte Vella, Parroquia Baños de Molgas

„A Ponte Vella de Molgas“ wurde wahrscheinlich im zweiten Jahrhundert erbaut und im 14. und 20. Jahrhundert ausgebessert. Sie war Teil der Nebenstraßen der römischen VÍA NOVA XVIII, die die Ländereien von Baños de Molgas durchquerte. Was ihre Architektur betrifft, hat sie einen einzigen Bogen mit einer Spannweite von 10,76 Metern, mit einer kreisförmigen Tendenz und einem ausgestellten Gewölbe. In den Basen ist das Bossenwerk aus der Römerzeit zu sehen.
- Thermalbad, Parroquia Baños de Molgas

Die Eigenschaften seines Wassers sind seit der Zeit der Romanisierung bekannt. Die Gemeinde Baños de Molgas gilt als eines der bekanntesten Thermalbäder Spaniens. Seine Springbrunnen und Quellen wurden 1873 für gemeinnützig erklärt, was Ende des 19. Jahrhunderts den Bau des Heilbades ermöglichte. Im 20. Jahrhundert wurde es umgebaut, um sich an neue Bedürfnisse und Nutzungen anzupassen.
Das Gebäude hat vier Stockwerke und ist mit Granitmauerwerk gebaut. Darin ist die Hauptquelle bekannt als heiße Quelle. Das Thermalwasser ist radioaktiv, bikarbonathaltig, natriumhaltig, silikatisch und oligometallisch. Die Wassertemperatur beträgt 49º C.
- Castro da Alcea, Parroquia Ambía

Er stammt aus der Eisenzeit zwischen 1000 und 500 v. Chr. Es handelt sich um einen elliptischen Castro (190 × 150 Meter), der sich auf einem 561 m hohen Gipfel und am Fluss Arnoia befindet. An der Oberfläche finden wir Keramikreste von dunkler Farbe. Sein oberer Teil, die sogenannte Krone, ist flach und hat drei verschiedene Höhen, die normalerweise verschiedenen Verwendungen menschlicher Aktivitäten entsprechen, zusätzlich zu der gemeinsamen Funktion, wie der Verteidigung. Die obere Krone wird von einer kleinen Steinmauer mit einer Höhe von fünf Metern am höchsten Punkt geschützt und von einem Damm umgeben. Im Süden sieht man nur eine Böschung und einen Wassergraben.
- Kirche San Martiño de Betán

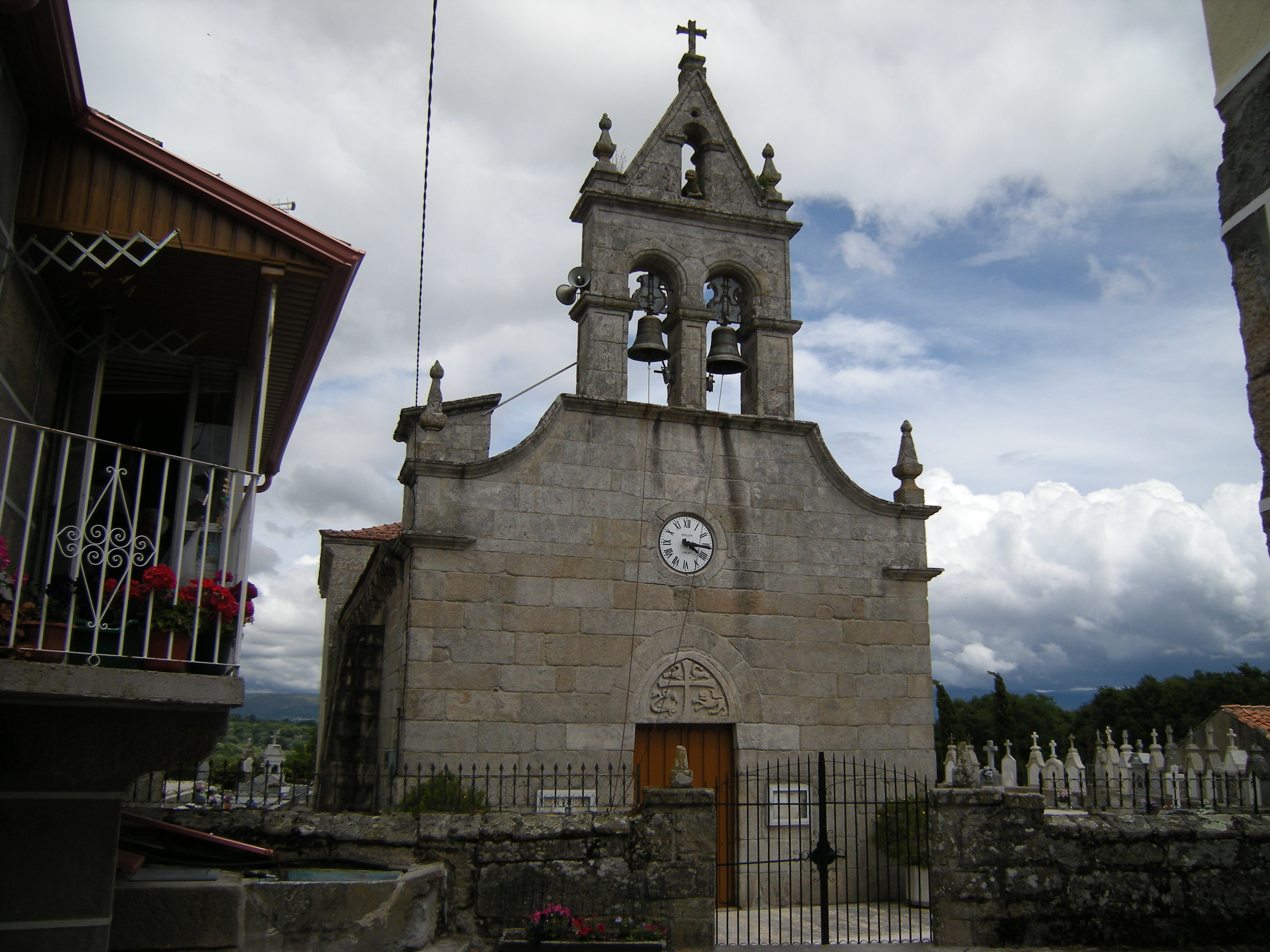
Kirche San Martiño de Betán
Weitere Bilder

Kirche im romanischen Stil, Anfang des 13. Jahrhunderts errichtet, im 18. Jahrhundert im Barockstil umgebaut. Mit rechteckigem Grundriss, gut behauenen Granitsteinwänden und Stützpfeiler an den Seiten. An den Seitenwänden verzieren Kragsteine die Gesimse. Die Hauptfassade hat ein gewölbtes Gesims und eine Spitze mit Fialen an den Ecken, darüber befindet sich der Glockenturm aus einem einzigen Körper mit einer Pyramidenspitze, die mit einem Steinkreuz gekrönt ist.
- Wegekreuz und Petroglyphen von San Vitoiro de Presqueira

Die Petroglyphen haben konzentrische und schlangenförmige Formen. Auf dem Stein, wo sich die meisten befinden, ist ein Steinkreuz mit dem Engel der Agonie und der Figur des gekreuzigten Christus zu sehen und wenige Meter entfernt eine kleine barocke Kapelle aus dem 18. Jahrhundert. Auf der anderen Straßenseite, etwa 50 Meter entfernt, sind zwei weitere konzentrische Kreise zu sehen. Es wird angenommen, dass es in der Gegend mehr geben könnte, aber daraus wurde die Gewinnung des Steins vorgenommen, um das Sanktuarium von Los Milagros im achtzehnten Jahrhundert zu errichten.
- Kapelle Santa Eufemia de Ambía

Kapelle im vorromanischen Stil aus dem neunten Jahrhundert mit mozarabischen Einfluss. Der Grundriss der Kapelle besteht aus einem einzigen Schiff mit einer rechteckigen Apsis, die in drei Kapellen unterteilt wurde. Im Inneren finden wir einen Altar römischen Ursprungs und einen gekreuzigten Christus in Holzschnitzerei mittelalterlichen romanischen Ursprungs.
Seit 1931 ist die Kapelle als Bien de Interés Cultural eingetragen.

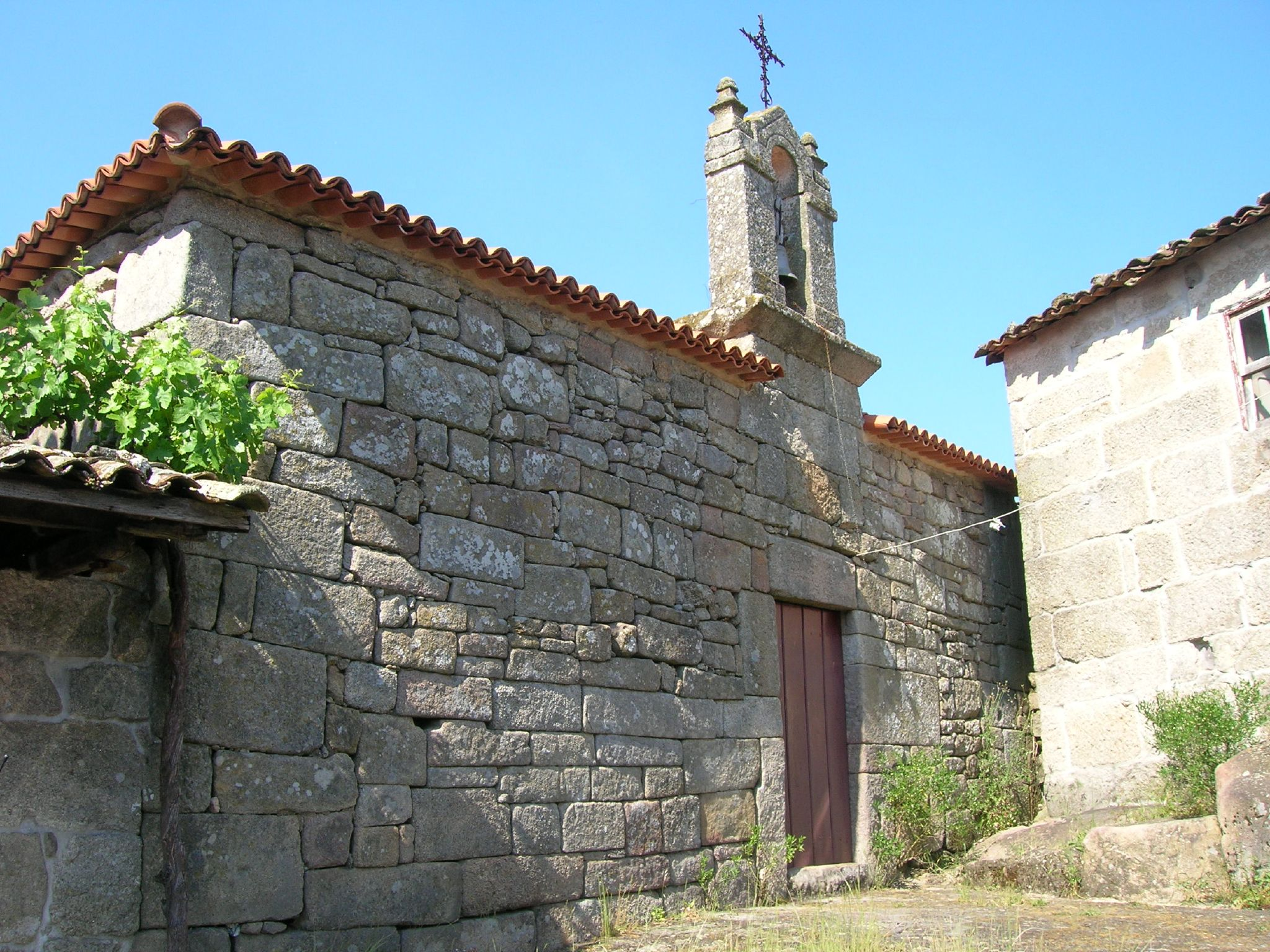
Hauptfassade Weitere Bilder
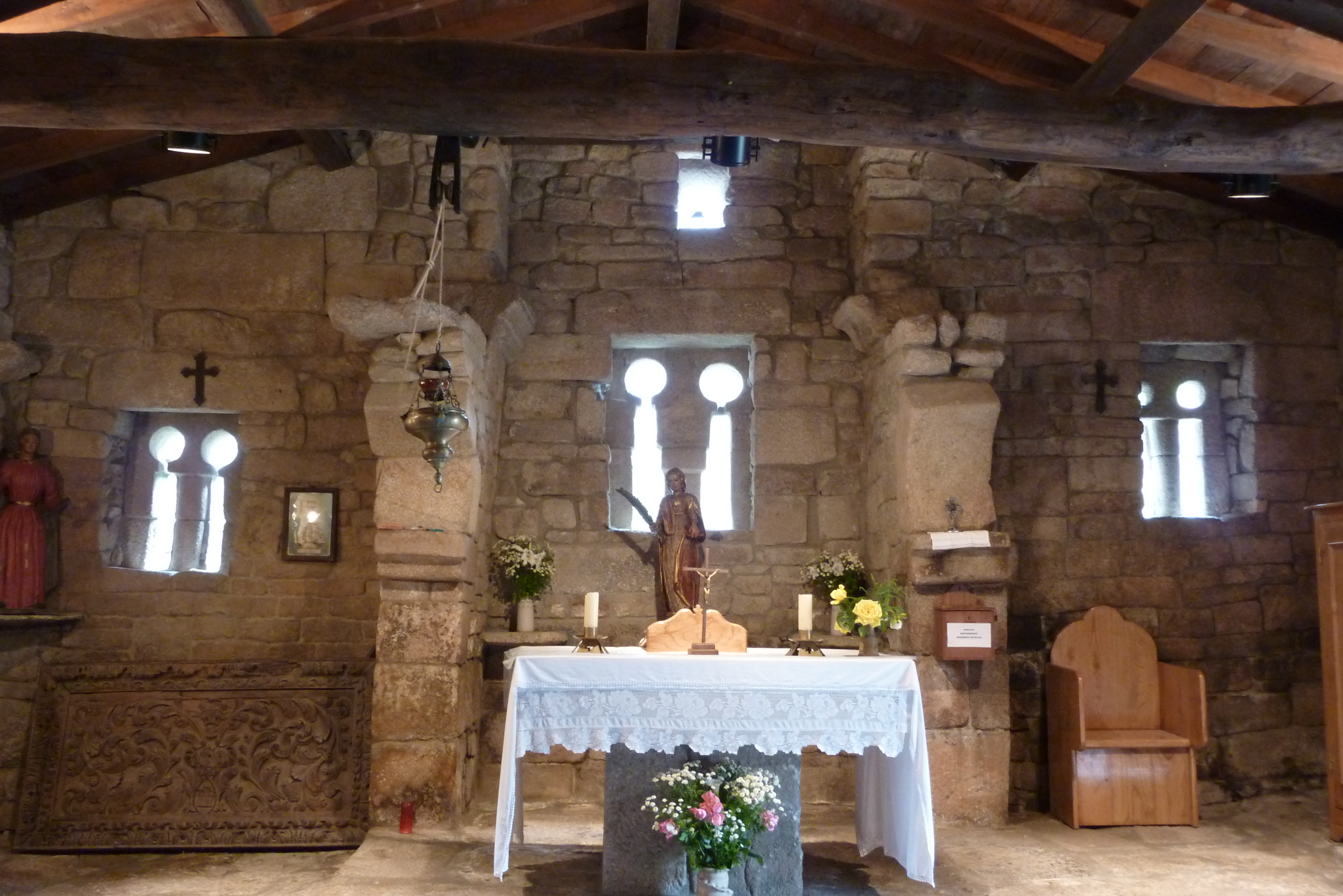
Altar
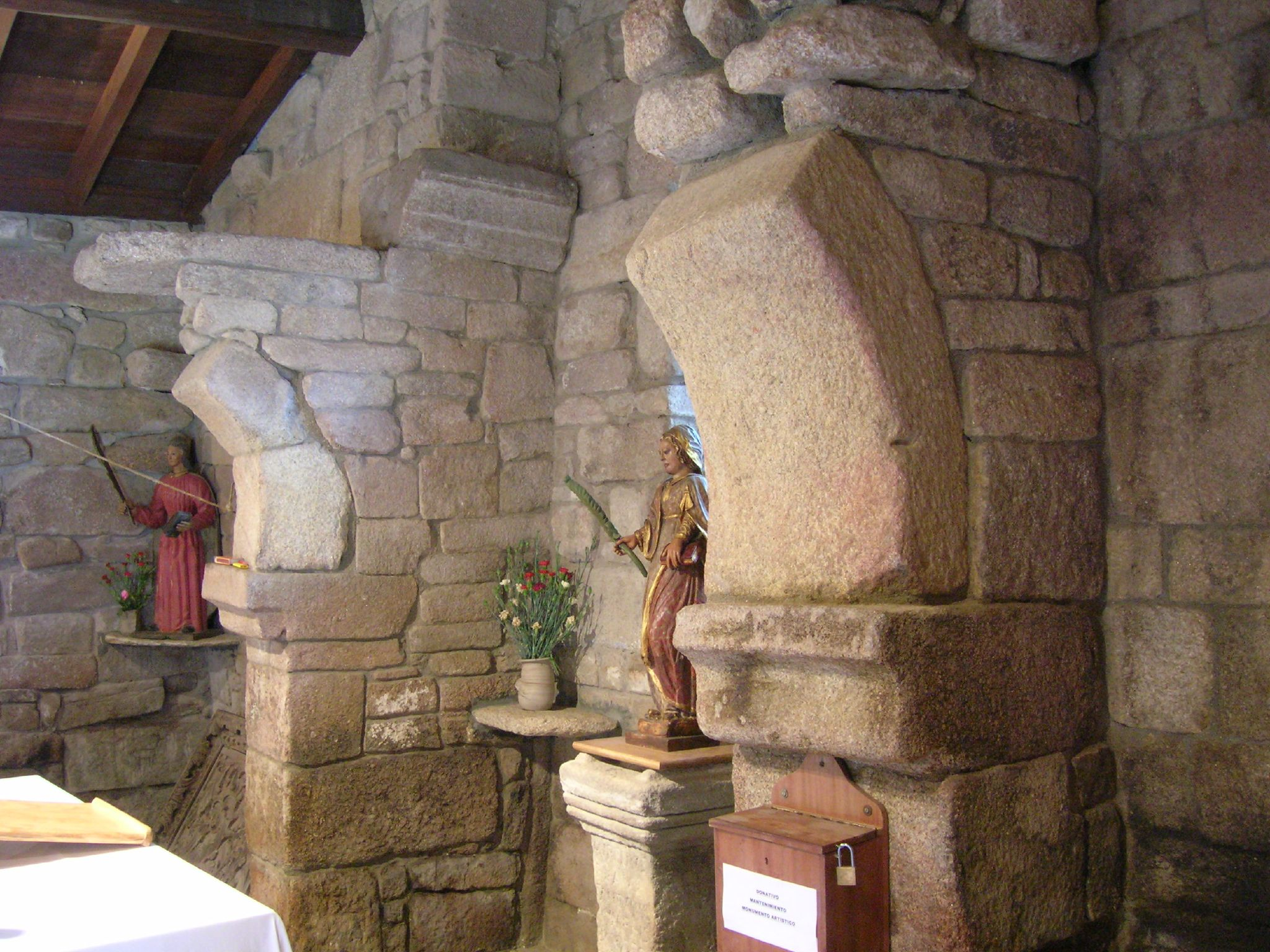
Reste der  Hufeisenbögen, die den Zugang zu den Kapellen der seitlichen Apsiden ermöglichten

- Ethnografisches Ensemble von Suatorre, Parroquia Ambía

Der Outeiro da Torre im Ort Suatorre war der Ort, an dem die Burg der Herren von Ambía stand. Die Fundamente, auf denen die Burgmauern ruhten, sind zu erkennen und die Zufahrtsstraße ist heute Teil der Straßen von Suatorre. Es ist bekannt, dass die Steine der Festung zum Bau der Häuser von Vilameá verwendet wurden.
Ein wichtiges Denkmal aus dieser mittelalterlichen Zeit ist „O Pilo“, ein Sarkophag am Fuße einer Kastanie, der vermutlich einem der dort begrabenen Herren von Ambía gehörte. Ein weiteres Denkmal ist das „Cruz de la Inquisición“, das sich in einem Nachbardorf befand, aber schließlich Teil eines Privathauses in Suatorre wurde.
- Kirche Vilariño de Lama Má

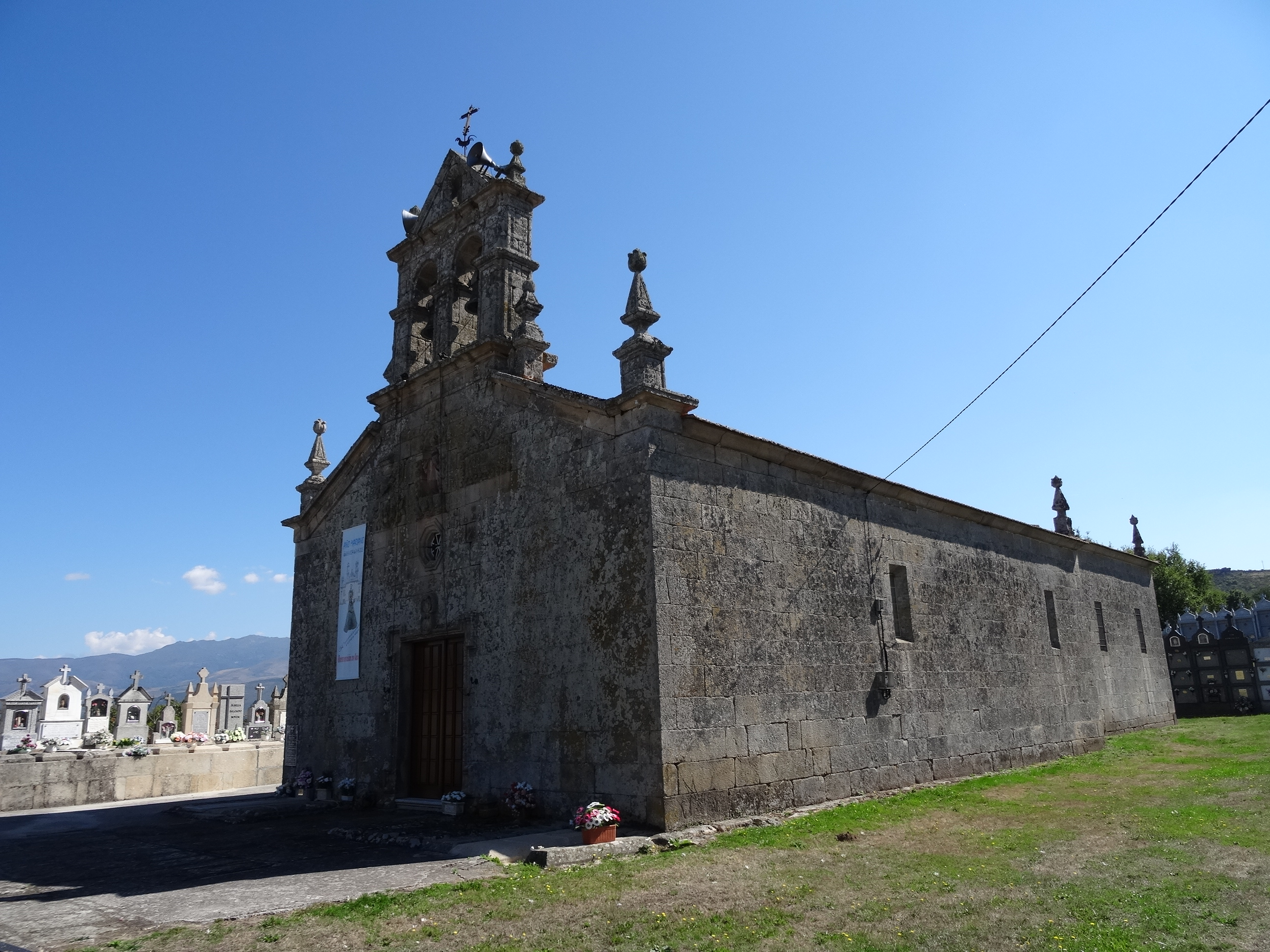
Kirche San Cibrao de Lama Má
Weitere Bilder

In Vilariño de Lama Má (deutsch böser Schlamm) befindet sich die Pfarrkirche San Cibrao (Ciprián), in der Mitte des 18. Jahrhunderts errichtet. Ihre Fassade sticht sowohl durch ihre Höhe als auch durch ihre abwechslungsreiche Verzierung hervor. Im Inneren birgt sie eine Kassettendecke, das Altarbild, ein Triptychon im Rokoko-Stil und die Überreste eines Renaissance-Gemäldes, das die heilige Lucia darstellt.
- Moncho Borrajo Museum und Stiftung

Das Museum beherbergt die repräsentativsten Gegenstände des kulturellen und persönlichen Lebens des Schauspielers Moncho Borrajo. Seine Preise, Kostüme, Requisiten, Fotografien mit Freunden aus der Welt der Unterhaltung, Geschenke, Bibliothek, Gemälde und Kuriositäten, wie eine Sammlung von mehr als 1000 Silberringen.

## Wirtschaft
| Ackerbau, Viehzucht und Fischerei                                                  | 031 | 07,95  |
| Industrie                                                                          | 057 | 014,62 |
| Bauwirtschaft                                                                      | 040 | 010,26 |
| Dienstleistungsbetriebe                                                            | 262 | 067,18 |
| Total                                                                              | 390 | 100,00 |
| * Daten aus dem Statistischen Amt für Wirtschaftliche Entwicklung in Galicien, IGE |     |        |

## Verkehr
Baños de Molgas liegt fernab von Fernverkehrsstraßen. Landstraßen verbinden den Hauptort mit den Dörfern und den umliegenden Nachbargemeinden.
Die Gemeinde besitzt hingegen einen Bahnhof an der Strecke von Madrid nach Ourense.

## Persönlichkeiten

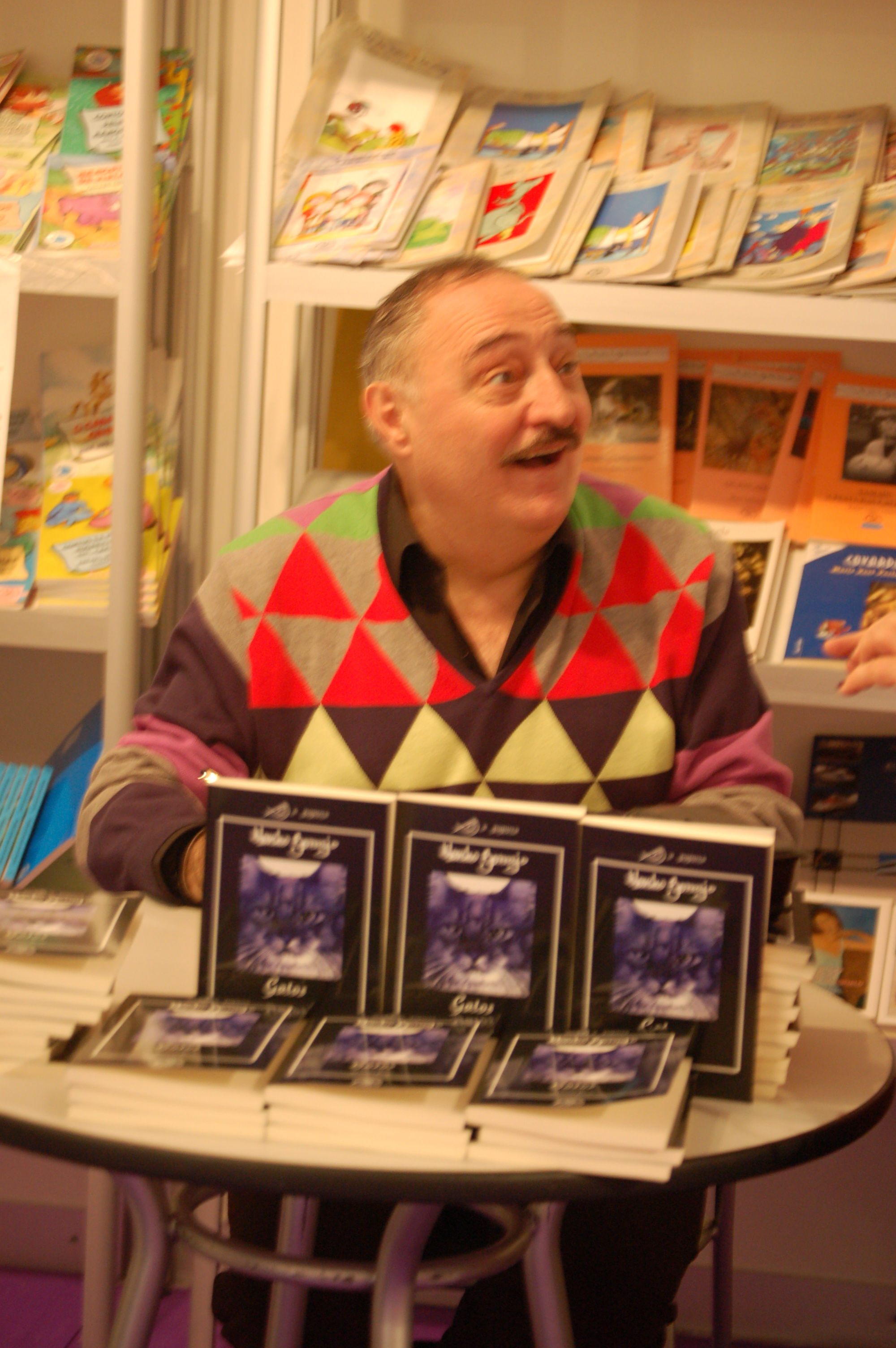
Moncho Borrajo bei der Signierung eines seiner Bücher

- Ramón Borrajo Domarco (* 25. Dezember 1949 in Baños de Molgas), besser bekannt als Moncho Borrajo, ist ein spanischer Vortragskünstler und Theaterautor.